# Authorised firearms officer
Pour les articles homonymes, voir AFO.

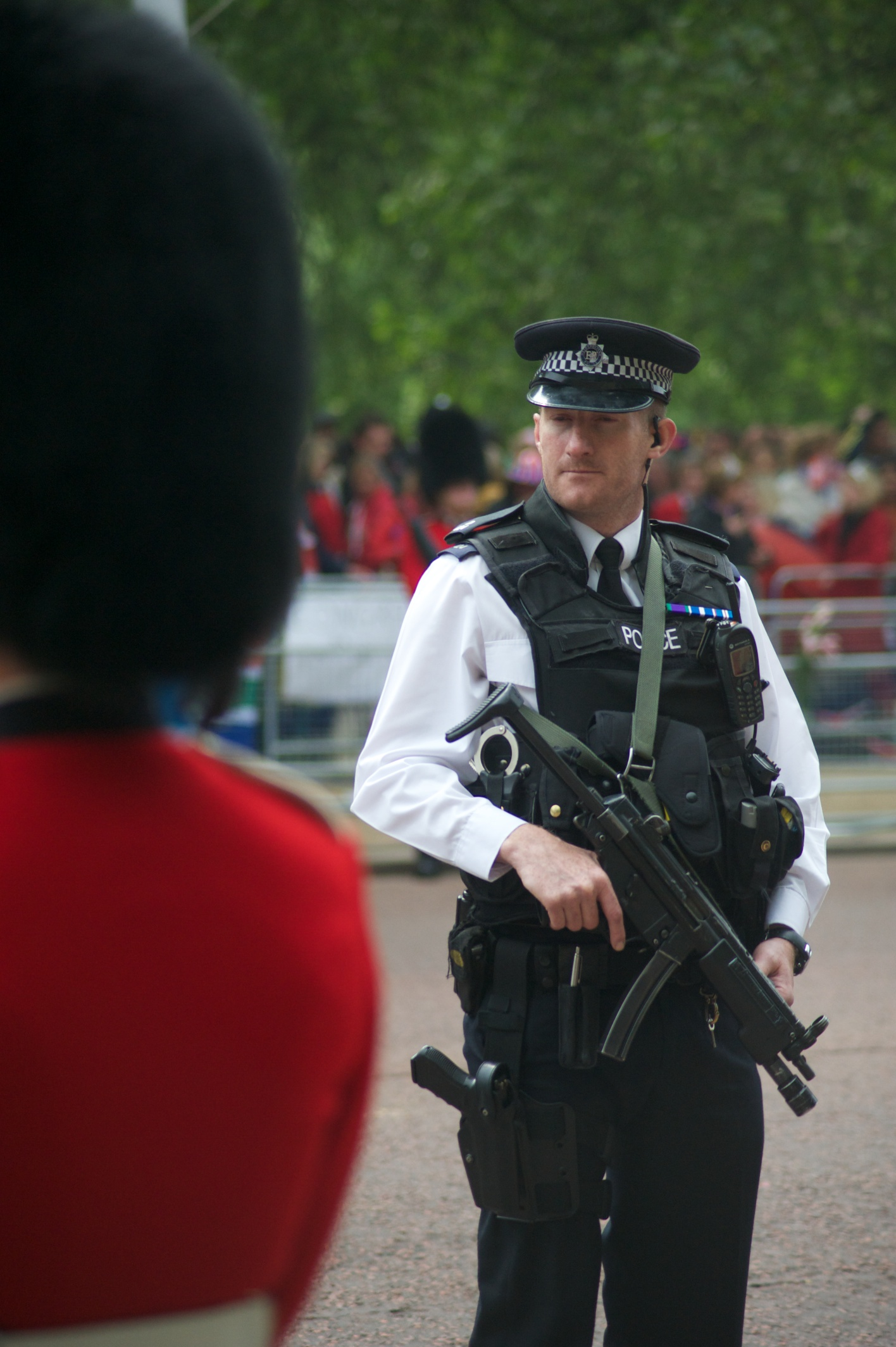
Agent de l'AFO en service avec son arme.

Un authorised firearms officer, abrégé en AFO, ce qui signifie littéralement « agent autorisé à porter les armes » est un membre des forces de police britanniques portant quotidiennement une arme de poing ou d'épaule.
Ce statut est particulier en cela que les agents de police n'ont, d'ordinaire, pas droit au port d'arme en permanence au Royaume-Uni. Les seules branches où le port d'arme est permanent ou presque sont le Service de police d'Irlande du Nord, la Ministry of Defence Police, la Civil Nuclear Constabulary (en), la Belfast Harbour Police (en) et la Belfast International Airport Constabulary (en).
Le plus grand nombre[réf. nécessaire] d'AFO se trouve dans la Special Branch.